# Демократична партія Росії
Демократична партія Росії (рос. Демократическая партия России, ДПР) — російська політична партія. Одна з найстаріших демократичних партій (початок 90-х років). Партія пропрезидентської орієнтації, згодом помірно-ліва, а потім помірно-права партія.
Проєкт створення великої Демократичної партії, яка оспорює влада у КПРС, вперше виник у грудні 1989 р. у лідерів радикального крила Ленінградського Народного фронту (ЛНФ). 26-27 травня 1990 в Москві відбулася Установча конференція ДПР.
У 1990-93 в ДПР входили в різний час 6-7 народних депутатів Російської Федерації, кілька народних депутатів колишнього СРСР.
На відміну від керівного ядра руху «Демократична Росія», ДПР з самого початку виступала проти політики Президента Грузії Звіада Гамсахурдіа в Південно-Осетинському конфлікті, підтримувала Придністровську республіку проти Кишинева і різко критикувала дискримінаційні стосовно некорінного населення законопроєкти про громадянство в Латвії та Естонії.
Під час подій вересня — жовтня 1993 ДПР не зайняла єдиної і однозначної позиції. Керівництво Московської організації  встало на бік парламенту (за що було розпущено центральним керівництвом), значна частина провінційних організацій, а також секретар партії з ідеології Ілля Ройтман схилялися радше до Президента, а сам лідер партії М. Травкін і більшість членів Правління зайняли позицію невтручання, виступаючи за одночасні дострокові вибори і парламенту, і Президента.
До виборів у першу Державну Думу 12 грудня 1993 ДПР сформувала потужну першу п'ятірку федерального списку, до якої увійшли голова партії Микола Травкін, кінорежисер Станіслав Говорухін, академік-економіст Олег Богомолов, а також Микола Федоров і Сергій Глазьєв (обидва - колишні міністри, які подали у відставку на знак протесту проти антипарламентського дій президента Єльцина). Партія виступала різко проти ухвалення на референдумі 12 грудня 1993 нової Констітуції Росії, вважаючи її проєкт недемократичним і бонапартистским.
ДПР набрала 2 969 533 голосів (5,52%) і сформувала найменшу фракцію I Думи з 15 осіб (14 - за списком, 1 - член ДПР, обраний по одномандатному округу як незалежний кандидат). Сенсацією став результат ДПР в Інгушетії (71,07%).
У листопаді 1995 Станіслав Говорухін заявив про намір балотуватися в червні 1996 в президенти Росії від ДПР, але до моменту виборів вирішив не виставлятися і підтримав Геннадія Зюганова, активно включившись у його агітаційну кампанію. IX з'їзд ДПР (30 березня 1996) ухвалив рішення вважати Олександра Лебедя кандидатом ДПР на президентських виборах і схвалив діяльність регіональних ініціативних груп членів ДПР по збору підписів за нього (з 2 млн підписів за А. Лебедя близько 1/3 зібрали активісти ДПР). У серпні 1996 С. Глазьєв склав повноваження голови партії, після того як отримав призначення в апарат Ради Безпеки РФ, очолюваного О. Лебедем. Станіслав Говорухін вийшов з партії восени 1996.
Делегація ДПР брала участь у з'їзді блоку «Вся Росія» 21 серпня 1999 року в Уфі, на якому було схвалено створення більш широкого блоку «Вітчизна - Вся Росія» (ОВР) на чолі з Євгеном Примаковим. Внутрішньопартійні чвари призвели до того, що ДПР не була включена в список офіційних засновників блоку ОВР і не отримала місць у списку.
Надумських виборах 7 грудня 2003 ДПР отримала 136 294 голоси або 0,22% - 20-е місце з 23-х учасників.
Влітку 2005 Михайло Касьянов заявив про намір вступити в ДПР і спиратися на неї в ході майбутньої президентської кампанії. Касьянов претендував не тільки на роль головного партійного харизматика, а й на реальне керівництво апаратом через своїх соратників, з чим актив ДПР погодитися не міг і, зібравши всі організаційні ресурси, висунув харизматика зі своїх лав, обравши на посаду Лідера партії на XIX з'їзді в грудні 2005 року не Касьянова, а молодого (1970 р.н.) ветерана партії (стаж - з 1990) Андрія Богданова, який вже і так очолював партію, іменуючись головою ЦК.
На виборах до державної думи V скликання партія отримала 89.780 голосів (0,13%) — останнє місце з 11-ти учасників виборів.
14 грудня 2007 партія висунула Андрія Богданова кандидатом в президенти Росії, який на виборах посів останнє місце із 4 кандидатів, отримавши 968.344 голосів (1.30 %).
15 листопада 2008 на позачерговому з'їзді партія оголосила про саморозпуск. На наступний день була організована нова партія «Праве діло», до якої увійшли представники ДПР, Громадянської сили і СПС.